# Ставницький Семен
Семе́н Ставни́цький (? — 1697) — український друкар і літератор. Батько Василя Ставницького.
Працював підмайстром у друкарні Львівського Успенського Братства, пізніше, у 1652—1670 і 1677—1694 роках, був керівником цієї друкарні, а у 1670-х роках — керівником друкарні в Унівському монастирі. Був складальником, брав участь у редагуванні книг і написанні до них передмов. Автор віршованої «похвали» київському князю Володимиру Святославичу, переробки вірша Герасима Смотрицького з Острозької Біблії.
Помер у м. Львів.
Після його смерті керівництво Львівською братською друкарнею перейшло до сина Василя.